# ルイ・ボテーリョ
ルイ・ボテーリョ（Rui Botelho、1994年11月25日 - ）は、ポルトガルのキックボクサー、K-1選手。Dinamite Teams所属。

## 来歴
2015年4月19日、K-1 WORLD GP 2015 ～-55kg 初代王座決定トーナメント～にて寺戸伸近と対戦。接戦の末に延長判定負け。
2015年5月23日、Radikal Fight Night 3にてエリアス・マムーディと対戦し判定負け。
2018年4月14日、Radikal Fight Night Silverにてアクラム・ハミディと対戦し引き分け。
2018年6月23日、ONE Championshipにて小笠原裕典と対戦。1Rは優位に試合を進めたものの、2Rに逆転KO負け。
2018年12月7日、ONE Championshipにてパンパヤック・ジットムアンノンと対戦し判定負け。
2019年3月8日、ONE Championshipにて渡辺優太と対戦。3Rにパンチで2度ダウンを奪って判定勝ち。
2019年5月10日、ONE Championshipにてスーパーレック・ギャットムー9と対戦し3-0の判定負け。
2019年12月6日、ONE Championshipにて内藤大樹 (格闘家)と対戦し3-0の判定負け。

## 人物
ボテーリョは父親の勧めで16歳からムエタイのトレーニングを開始して、2014年にプロデビューした。。

## 獲得タイトル
2011年WAKO欧州選手権銅メダル
2012年WAKO世界選手権銀メダル
2013年WMF世界選手権銅メダル
2014年WMF世界選手権金メダル